# صالة حسن مصطفى
صالة الدكتور حسن مصطفى المعروفة بـ الصالة المغطاة بالسادس من أكتوبر ويطلق عليها أيضاً الصالة الرياضية بـ 6 أكتوبر، هي صالة دولية جديدة مقرر انشئت في مدينة السادس من أكتوبر لاستضافة بطولة العالم لكرة اليد للرجال 2021. الصالة مجهزة بأحدث التجهيزات.

## مكونات
تقع الصالة على مساحة 32 ألف متر مربع. تضم الصالة مقصورة كبار الزوار وقاعة لإقامة المؤتمرات الصحفية، ومقصورة للإعلاميين، وكبائن للتعليق، و4500 مقعد للمتفرجين، ستضم 40 غرفة فندقية و16 جناحا فندقيا وشاشة عرض فيديو وغرف اللاعبين وصالة تدريب وغرف التسخين ونادي صحي للمنتخبات وجمانيزوم وقاعات اجتماعات للدارسين وغرف إقامة على أعلى مستوى.

## كأس العالم لكرة اليد
استضافت الصالة بعض مباريات بطولة العالم لكرة اليد للرجال 2021.